# Тополовець (Шмарє-при-Єлшах)
Тополовець (словен. Topolovec) — поселення в общині Шмарє-при-Єлшах, Савинський регіон, Словенія. 
Висота над рівнем моря: 312,9 м.